# Fille du diable (film, 1946)

Fille du diable est un film français réalisé par Henri Decoin et produit par le studio Pathé en 1945, sorti en 1946.

## Synopsis
Poursuivi par la police, Saget (Pierre Fresnay) usurpe l'identité d'un homme qui revenait dans sa ville après avoir fait fortune aux États-Unis. Sous ce nouveau nom, il trompe les habitants dont sa tante Hortense, à l'exception du médecin qui le fait chanter dans le but philanthropique de l'obliger à contribuer au développement du village.
Devenu bienfaiteur universel malgré lui, il fait l'admiration de tous, sauf de la belle et sauvage Isabelle qui déteste tout le village depuis que son père notaire a été accusé de malversation sans que ses amis l'aident, puis s'est pendu. Depuis, ayant aussi perdu sa mère elle vit en marge, tuberculeuse et refusant de se soigner. Au cours d'une explication, Saget comprend qu'Isabelle voue un vrai culte au gangster qu'il a été. Il lui fait comprendre qu'ils ne sont qu'un seul et même homme, mais que le gangster appartient au passé et qu'elle l'a beaucoup trop idéalisé. Isabelle, écœurée par ce Saget "assagi" résolument tourné vers une vie sans histoire, le dénonce à la police pour le forcer à retrouver son âme rebelle, mais Saget se rend sans combattre et lui démontre ainsi une dernière fois qu'elle se trompe en le voyant toujours comme un aventurier. Ainsi achève-t-il de détruire toute illusion chez la jeune amazone. Déçue, désespérée, l'étrange fille se suicide, tandis que la police emmène Saget, au grand dam du médecin qui avait fini par s'attacher à lui.

## Fiche technique
- Titre : Fille du diable
- Titre alternatif : La Vie d'un autre
- Réalisation : Henri Decoin, assisté d'Andrée Feix et Hervé Bromberger
- Scénario : Henri Decoin, Alex Joffé et Marc-Gilbert Sauvajon
- Production : Pathé Consortium Cinéma
- Décors : Raymond Nègre et Henri Sonois
- Photographie : Armand Thirard
- Montage : Annick et Charles Bretoneiche
- Musique : Henri Dutilleux
- Pays d'origine :  France
- Format : Noir et blanc - 1,37:1 - Mono - 35 mm
- Genre : Drame
- Durée : 105 minutes
- Date de sortie : 
  - France : 17 avril 1946
- Numéro de visa : 680

## Distribution
- Pierre Fresnay : Ludovic Mercier / Saget
- Fernand Ledoux : le docteur
- Andrée Clément : Isabelle
- Thérèse Dorny : tante Hortense
- Robert Seller : le maire
- Paul Frankeur : l'aubergiste
- Nicolas Amato : le brigadier
- André Wasley : le garde-chasse
- Pierre Juvenet : le curé
- Albert Glado : le Tétard, le petit garçon
- François Patrice : Georges, fils de l'aubergiste
- Félix Claude : Saint Jean
- Lucy Lancy : l'infirmière
- Henri Charrett : Ludovic Mercier
- Albert Rémy : Clément
- Serge Andréguy : Jacques dit N'a qu'un sou